# Sören Gunnarsson (redaktör)
Sören Gunnarsson, född 1939, död 2020, var en svensk redaktör, fotograf och föredragshållare, och en ledande expert på familjen Hasselblad och Hasselbladkameran.

## Biografi
Gunnarsson växte upp i Viskafors utanför Borås. År 1966 anställdes han som redaktör på Hasselblads fotografiska AB. Han blev redaktör för kameraföretagets tidskrift Hasselblad Forum fram till 2006 då den upphörde. Genom sitt redaktörskap fick han ett stort nätverk med fotografer, till exempel Jill Enfield(en), Melanie Friend(en) och Mary Ellen Mark, och var curator för flera fotoutställningar, till exempel "Camera Natura: svenskt naturfotografi" (1993), och "Pågående" i Röda sten (2002).
Gunnarsson bestämde sig på 1990-talet att skriva en bok om Victor Hasselblad och hans kamera. Efter Hasselblads död 1978 kom mycket av dennes korrespondens, dagböcker, samlingar och fotografier att brännas, och Gunnarsson fick samla in information på andra sätt. Han besökte flera olika arkiv, kontaktade flera av företagets pionjärer, och fick bland annat tillgång till korrespondensen mellan fotografen Ansel Adams och Hasselblad. Detta kompletterades med egna anteckningar och eget arkivmaterial, och 2006 kunde boken om Victor Hasselblad ges ut. Den kom 2016 ut i en reviderad upplaga, samt även i en engelsk översättning.
År 1990 tog han initiativet till att starta tidskriften Camera Natura tillsammans med fotografen Tore Hagman. 
Gunnarsson medverkade i boken Artur Nilssons Göteborg: genom konstnärens öga (2018), med en inledande artikel baserat på anteckningar om samtal och anekdoter från många möten med Artur Nilsson.

### Tidskrifter, utställningskataloger
- 1985 – 2006 Hasselblad forum (English ed.). Göteborg: Victor Hasselblad. 1985-2006. Libris 3618395
- 1990 –   Tidskriften Camera natura. Alingsås: Camera natura. Libris 4109704
- 2002 – Gunnarsson, Sören, red. Pågående 2002.. Svenska fotografers förbund. ISBN 91-85448-20-6. OCLC 937096855. https://www.worldcat.org/oclc/937096855

### Böcker
- 1998 – Nilsson, Lennart; Hammar Bo, Gunnarsson Sören, Höglund Urban (på engelska). Lennart Nilsson: images of life. Göteborg: Hasselblad Center. Libris 2914174
- 2006 – Victor Hasselblad: mannen bakom kameran (1:a upplaga, 2:a rev uppl. 2016). Stockholm: Journal. 2006. Libris 10112842. ISBN 9197577014
- 2018 – Mårtensson Torbjörn, Heinö Bengt, Andréasson Håkan, red (2018). Artur Nilssons Göteborg: genom konstnärens öga. Göteborg: A-Script förlag. Libris 6gs6xlpd4kwvvf2b. ISBN 9789187171208, Inledande artikel av Sören Gunnarsson.